# 洪贝特·伦登
洪贝特·伦登（瑞典語：Humbert Lundén，1882年1月7日—1961年2月5日），瑞典前男子帆船运动员。他曾代表瑞典参加1912年夏季奥林匹克运动会帆船比赛，获得10米级金牌。